# Tinak
Tinak är en ö i Marshallöarna.   Den ligger i kommunen Arnoatollen, i den sydöstra delen av Marshallöarna, 60 km öster om huvudstaden Majuro.